# Sveti Martin, Pula
Sveti Martin (tal. San Martino) je brežuljak i gradska četvrt u Puli. Administrativno pripada Mjesnom odboru Stari Grad.
Sveti Martin je okružen sa sjevera Nimfejom, sa zapada područjem Starog Grada s Kaštelom, s juga s Monte Zarom, a s istoka Monvidalom, Kaštanjerom i Pragrandeom. Na samom brežuljku postoji i ulica nazvana Poljana sv. Martina u kojoj se nalazi Osnovna škola "Tone Peruška". U istoj zgradi samo s druge strane nalazi se Učenički dom. Godine 1929. u toj je zgradi osuđen na smrt Vladimir Gortan o čemu svjedoči i spomen-ploča postavljena pored ulaza u dom.